# شهرستان تینگری
شهرستان تینگری (به لاتین: Tingri County) یک شهرستان‌های جمهوری خلق چین در چین است که در شیگاتسه واقع شده‌است.